# Вулька-Цехомська
Вулька-Цехомська (пол. Wólka Ciechomska) — село в Польщі, у гміні Воля-Мисловська Луківського повіту Люблінського воєводства.
Населення — 120 осіб (2011).
У 1975-1998 роках село належало до Седлецького воєводства.

## Демографія
Демографічна структура станом на 31 березня 2011 року:
|          | Загалом | Допрацездатний вік | Працездатний вік | Постпрацездатний вік |
| -------- | ------- | ------------------ | ---------------- | -------------------- |
| Чоловіки | 64      | 12                 | 42               | 10                   |
| Жінки    | 56      | 8                  | 30               | 18                   |
| Разом    | 120     | 20                 | 72               | 28                   |